# Tonga na Letnich Igrzyskach Olimpijskich 1996
Tonga na Letnich Igrzyskach Olimpijskich 1996 reprezentowało pięcioro zawodników: czterech mężczyzn i jedna kobieta. Był to 4 start reprezentacji Tonga na letnich igrzyskach olimpijskich. Paea Wolfgramm zdobył pierwszy medal dla Tonga na igrzyskach olimpijskich.

## Zdobyte medale
| Medal  | Zawodnik       | Dyscyplina | Konkurencja                      | Rezultat                                |
| ------ | -------------- | ---------- | -------------------------------- | --------------------------------------- |
| Srebro | Paea Wolfgramm | Boks       | waga superciężka (powyżej 91 kg) | w finale przegrał z Wołodymyrem Kłyczką |

## Skład kadry

### Boks
Mężczyźni
- Shane Heaps - waga półśrednia - 17. miejsce,
- Paea Wolfgramm - waga superciężka (powyżej 91 kg) - 2. miejsce

### Lekkoatletyka
Mężczyźni
- Tolutaʻu Koula - bieg na 100 m - odpadł w eliminacjach,

Kobiety
- Ana Siulolo Liku - skok w dal - 28. miejsce

### Podnoszenie ciężarów
Mężczyźni
- Viliami Tapaatoutai - kategoria do 91 kg - nie został sklasyfikowany (nie zaliczył żadnej próby w podrzucie)